# كليم اوهاميز
كليم اوهاميز ممثل نيجيري لديه عقدين في التمثيل. بدأ كليم اوهاميز التمثيل الاحترافي في عام 1995. لكن دوره الرائع كان في عام 1998 عندما ظهر في فيلم بميزانية كبيرة بعنوان "وقت النهاية". لقد عمل في أكثر من 500 فيلم في حياته المهنية التي استمرت 20 عامًا امتدت من عام 1995 حتى الآن، ومن المقرر أن يعرض في العديد من الأفلام الأخرى في الأشهر المقبلة.

## المشاركة السياسية
ترشح أوهاميز للانتخابات لتمثيل دائرة فيدرالية في مجلس النواب الفيدرالي في نيجيريا على برنامج حزب الشعوب الديمقراطي في عام 2007. لكنه تخلى عن ملاحقته بسبب مزاعم تهديد لحياته. تعرضت سيارته للهجوم، وقتل ابن عمه خلال الحادث. انتقل أوهاميز إلى لندن، المملكة المتحدة. يعتزم التنافس على منصب انتخابي في الانتخابات العامة القادمة لعام 2015.